# Fátima (Pastaza)
Fátima ist eine Ortschaft und eine Parroquia rural („ländliches Kirchspiel“) im Kanton Pastaza der ecuadorianischen Provinz Pastaza. Die Parroquia besitzt eine Fläche von 70,05 km². Die Einwohnerzahl lag im Jahr 2010 bei 863. Für das Jahr 2020 wurde eine Einwohnerzahl von 1386 angenommen, davon 459 im Hauptort. In dem Gebiet leben die indigenen Volksgruppen der Kichwa und Shuar.

## Lage
Die Parroquia Fátima liegt in der vorandinen Zone am Rande des Amazonasbeckens. Das Gebiet liegt in Höhen zwischen 950 m und 1400 m. Das Areal hat eine Längsausdehnung in Ost-West-Richtung von 13,5 km sowie eine mittlere Breite von etwa 5 km. Der Nordwesten der Parroquia wird über den Río Anzu nach Norden entwässert, der Südwesten über den Río Puyo (Río Pindo Grande) nach Süden sowie der zentrale und östliche Teil der Parroquia über den Río Arajuno nach Osten. Der etwa 990 m hoch gelegene Hauptort befindet sich 6 km nördlich der Provinzhauptstadt Puyo. Die Fernstraße E45 von Puyo nach Tena führt an Fátima vorbei.
Die Parroquia Fátima grenzt im Norden und im Nordosten an die Parroquia Teniente Hugo Ortiz, im Osten an die Parroquia Diez de Agosto, im Süden an die Parroquia Puyo sowie im Westen und im Nordwesten an die Parroquia Mera (Kanton Mera).

## Orte und Siedlungen
Die Parroquia ist in 6 Comunidades und 4 Sectores gegliedert. Die Comunidades sind der Hauptort (cabecera parroquial) Fátima, El Rosal, Libertad, Murialdo, Simón Bolívar und Florida. Die Sectores sind Independientes, Nueva Jerusalén, San Francisco, Las Palmas und San Luis.

## Geschichte
Ursprünglich gab es den Caserío "La Florida". Die Parroquia Fátima wurde am 14. Juni 1961 gegründet (Registro Oficial N° 238). Benannt wurde die Parroquia zu Ehren "Unserer Lieben Frau von Fátima" (span. "Virgen de Fátima").